# Беленяса
Беленяса (рум. Bălăneasa) — село у повіті Бакеу в Румунії. Входить до складу комуни Лівезь.
Село розташоване на відстані 222 км на північ від Бухареста, 24 км на південний захід від Бакеу, 107 км на південний захід від Ясс, 146 км на північний захід від Галаца, 119 км на північний схід від Брашова.

## Населення
За даними перепису населення 2002 року у селі проживала 1071 особа. Усі жителі села рідною мовою назвали румунську.
Національний склад населення села:
| Національність | Кількість осіб | Відсоток |
| -------------- | -------------- | -------- |
| румуни         | 965            | 90,1%    |
| цигани         | 105            | 9,8%     |